# La Chapelle-Chaussée
Chapelle-Chaussée (bret. Chapel-ar-Galc'hed) – miejscowość i gmina we Francji, w regionie Bretania, w departamencie Ille-et-Vilaine.
Według danych na rok 1990 gminę zamieszkiwały 624 osoby, a gęstość zaludnienia wynosiła 42 osoby/km² (wśród 1269 gmin Bretanii Chapelle-Chaussée plasuje się na 764. miejscu pod względem liczby ludności, natomiast pod względem powierzchni na miejscu 668.).